# サマミッシュ (ワシントン州)
サマミッシュ（Sammamish）は、アメリカ合衆国ワシントン州キング郡の都市である。人口は6万7455人（2020年）。シアトルの東25キロメートルに位置している。

## 概要
1999年に法人化した若い都市である。サマミッシュ湖東岸の丘陵地に位置している高級住宅街。民間調査会社NICHEの2025年の格付けは"A+"であり「最高の住宅地のひとつ」と評価している。

## 地理
アメリカ合衆国統計局によると、総面積47.4 km2 (18.3 mi2) である。このうち46.7 km2 (18.0 mi2) が陸地であり、0.6 km2 (0.2 mi2) (1.37%) が水域である。

## 住民
2000年国勢調査では、人口34,104人、11,131世帯、9,650家族が暮らしている。人口密度は729.5/km2 (1,888.9/mi2) である。248.1/km2 (642.4/mi2) の平均的な密度に11,599軒の住宅が建っている。この都市の人種的な構成は白人84.82%、アフリカン・アメリカン4.85%、ネイティブ・アメリカン0.29%、アジア6.89%、太平洋諸島系0.09%、その他の人種0.60%、混血2.46%である。この人口の2.50%はヒスパニックまたはラテン系である。
全世帯のうち、18歳未満の子供と同居している世帯が53.3%、夫婦のみの世帯が79.5%、未婚女性の世帯が5.3%であり、13.3%は家族を持たない。個人名義の世帯主が9.4%、そのうち65歳以上が1.5%である。世帯ごとの平均人数は3.06人、家族ごとの平均人数は3.29人である。
18歳未満の未成年が33.4%、18歳以上24歳以下が4.8%、25歳以上44歳以下が33.2%、45歳以上64歳以下が24.6%、65歳以上が4.0%、平均年齢は35歳である。女性100人に対して男性は101.7人である。18歳以上の女性100人に対して男性は98.5人である。
この都市の世帯ごとの平均的な収入は101,592 USドルであり、家族ごとの平均的な収入は104,356 USドルである。男性は76,688 USドルに対して女性は47,164 USドルの平均的な収入がある。この都市の一人当たりの収入 (per capita income) は42,971 USドルである。人口の1.6%及び家族の2.0%の収入は貧困線以下である。全人口のうち18歳未満の1.7%及び65歳以上の3.2%は貧困線以下の生活を送っている。一人当たりの収入は、ワシントン州522地域のうち12位である。